# Hermann Friedrich Macco

Hermann Friedrich Macco

Hermann Friedrich Macco (* 13. Juli 1864 in Aachen; † 14. Januar 1946 in Stuttgart) war ein deutscher Historiker und Genealoge.

## Leben und Wirken
Macco war der Sohn des Kaufmanns Albert Gustav Ferdinand Macco (1829–1897) aus Jülich und der Maria Elise Mappes aus Frankfurt (1834–1918) sowie der Bruder des Malers Georg Macco. Nach einer kaufmännischen Lehre studierte er in Aachen Kunstgeschichte und Archäologie und in Heidelberg Geschichte. Anschließend arbeitete er zunächst im Staatsarchiv Wetzlar, bevor er mit kurzen Unterbrechungen bis etwa Mitte der 1920er Jahre in Aachen tätig war.
Macco spezialisierte sich auf dem Gebiet der Familienforschung und dabei im Besonderen auf die Erforschung der Patriziergesellschaft aus Aachen und dem Rheinland. In dieser Zeit verfasste Macco einige teils mehrbändige bedeutende Publikationen, in denen er mehr als 1000 Familien genealogisch und historisch darstellte. Weiterhin schrieb er zahlreiche Einzelaufsätze vor allem über lokalhistorische Ereignisse und Adelssitze für die Zeitschrift des Aachener Geschichtsvereins und andere Fachblätter. Neben seiner Mitgliedschaft im Aachener Geschichtsverein trat er ferner der Westdeutschen Gesellschaft für Familienkunde und der königlich niederländischen Genossenschaft für Familien- und Wappenkunde bei.
Macco war seit 1893 mit Carole Sachs (1872–1915) aus Nürnberg verheiratet. Nach 1924 zog er dauerhaft nach Berlin, wo er im Verlauf der Jahre 1908/09 bereits einmal tätig gewesen war. Dort vermählte er sich im Jahre 1927 in zweiter Ehe mit Anna Müller aus Berlin-Schöneberg. In Berlin arbeitete Macco unter anderem mit dem Sächsischen Landesverein für Familienforschung, dem Verein für die Geschichte Berlins, dem Berliner Verein für Familienforschung und dem Verein für Heraldik, Genealogie und verwandte Wissenschaften (HEROLD), zusammen. Im HEROLD arbeitete er schwerpunktmäßig an der Wappenbilderkartei und schrieb dazu zahlreiche wappenkundliche Aufsätze. Am 6. Dezember 1904 wurde er zum Ehrenmitglied des Vereins ernannt.
Macco betrieb darüber hinaus genealogische Auftragsforschung für den deutsch-argentinischen Unternehmer Richard (Ricardo) Wilhelm Staudt, der zu jener Zeit dem Nationalsozialismus nahestand. Aus dieser Zusammenarbeit erwuchsen mehrere Publikationen. 1932 wohnte Hermann Friedrich Macco in Berlin-Steglitz und führte einen Professorentitel. 1940 wird er als Professor im Ausland bezeichnet. Er starb am 14. Januar 1946 in Stuttgart. Der genealogische Nachlass wurde durch die Genealogical Society of the Church of Jesus Christ of LDS angekauft. Deutschsprachige Vereinsmitglieder stellten aus dem Nachlass eine sechsbändige Publikation über Schweizer Emigranten und Hugenottenfamilien zusammen, die 1954 in Salt Lake City erschien.
Ein Sohn Maccos aus erster Ehe, Dr. rer. pol. Hans Macco (* 27. August 1894 in Aachen), ließ zu Beginn der NS-Zeit Schriften zur Genealogie und zur Rassenproblematik erscheinen und sprach sich darin für die Sterilisierung der Rheinlandbastarde aus.

## Schriften (Auswahl)
- Beiträge zur Genealogie rheinischer Adels- und Patrizierfamilien, Band 1, Selbstverlag, Aachen, 1884
- Beiträge zur Genealogie rheinischer Adels- und Patrizierfamilien, Band 2, Selbstverlag, Aachen, 1887 (Digitalisat)
- Geschichte und Genealogie der Familien Peltzer, Beiträge zur Genealogie rheinischer Adels- und Patrizierfamilien, Band 3, C. Georgi, Aachen, 1901 (Digitalisat)
- Geschichte und Genealogie der Familie Pastor, Beiträge zur Genealogie rheinischer Adels- und Patrizierfamilien, Band 4, C. Georgi, Aachen, 1905
- Das jülichsche Geschlecht von Werth, C. Georgi, Aachen, 1904
- Schloss Kalkofen und seine Besitzer, C. Georgi, Aachen, 1904
- Protestantische Aachener Emigranten aus der zweiten Hälfte des 17. Jahrhunderts, Aachen 1906
- Zur Reformationsgeschichte Aachens während des 16. Jahrhunderts : Eine kritische Studie, Aachener Verlags- und Druckereigesellschaft, 1907
- Aachener Wappen und Genealogien, Ein Beitrag zur Wappenkunde und Genealogie Aachener, Limburgischer und Jülicher Familien, zwei Bände, Aachen, 1907/1908 (Digitalisat des zweiten Bandes)
- Das 1800 von Alexander Macco nach dem Leben gemaltem Bildnis der Königin Luise, Zentral- und Landesbibliothek Berlin, 1908
- Burgen und Schlösser im ehemaligen Aachener Reich, Berlin-Steglitz, 1908
- Die Abstammung des 5. deutschen Reichskanzlers Theobald von Bethmann Hollweg von Aachener Patrizierfamilien des 15. Jahrhunderts, Berlin, 1909
- Geschichte der Familie Wuppermann, Selbstverlag, Aachen, 1911
- Zur Familien-Geschichte Clouth im Rheinland, Aachener Verlags- und Druckereigesellschaft, 1916
- Stammtafel der Familie von Marcken zu Marcken, seit 1600 Merckens genannt, Aachener Verlags- und Druckereigesellschaft, 1923
- Die deutsche Abstammung des Präsidenten der Vereinigten Staaten, Herbert Hoover, in: Der Deutsche Herold, Heft 60, Nr. 6, 1929 und Heft 61, Nr. 2, 4, 6, Berlin, 1930
- Hermann Friedrich Macco (Bearb.); Ricardo Wilhelm Staudt (Hrsg. und Übersetzer): The Church Visitations of the Deanery of Kusel in the Palatinate 1609 (Die Kirchenvisitationsprotokolle des Dekanats Kusel in der Pfalz 1609), Publications of the Genealogical Society of Pennsylvania, 1930
- Swiss Emigrants to the Palatinate in Germany and to America 1650-1800 and Huguenots in the Palatinate and Germany (Schweizer Auswanderer nach der Pfalz und nach Amerika 1650–1800 sowie Hugenotten in der Pfalz und Deutschland), Genealogical Society of the Church of Jesus Christ of LDS, 6 Bände, Salt Lake City, Utah, 1954, posthum [FHL-Mikrofilm-Nummern 0823861 und 0823862]